# Стефан Мајевски
Стефан Мајевски (пољ. Stefan Majewski; Бидгошч, 31. јануар 1956) је бивши пољски фудбалски репрезентативац, а данас фудбалски тренер. Играо је на свим местима у одбрани.
Каријеру је почео у Завишчу из Бидгошча (1974—1978). У Легији из Варшаве (1978—1984) осваја два Купа Пољске (1980, 1981). Као интернационалац је играо у Немачкој у Кајзерслаутерну (1984—1987), Арминији Билефелд (1987—1988), Аполон Лимасол на Кипру (1988—1989) и каријеру је завршио у Фрајбургу 1993. године.
У репрезентацији Пољске је играо (1978—1986) 36 пута и постигао 3 гола. Био је стартер свих седам утакмица на Светском првенству у Шпанији 1982, када су Пољаци такмичење завршили као трећи, а учествовао је и на Светском првенству 1986.
По завршетку фудбалске, почиње своју тренерску каријеру. У Немачкој је тренирао јуниоре Фрајбурга, затим Полоније из Варшаве и аматерске екипе Кајзерслаутерна да би 1998. преузео Амику из Вронког са којом осваја два Купа Пољске (1999, 2000) и Суперкуп 2000.
У јулу 2004. преузима Виџев из Лођа и после две године 2. октобра 2006. прелази у Краковију из Кракова где је био тренер до 2008. године. Од 2009. је био тренер младе репрезентације Пољске (до 23 године), а крајем 2009. је привремено био и селектор пољске фудбалске репрезентације.